# ساكو (ناغانو)
مدينة سوكو (باليابانية:佐久市) هي أحد المدن التابعة لمحافظة ناغانو. تأسست رسميًا في 01/04/2005. ويقدر عدد سكانها بـ 100077 نسمة حسب تقدير مكتب الإحصاء الياباني لعام 2012. تبلغ مساحة ساكو 423.99 كم2. بكثافة سكانية تبلغ 236 نسمة/كم2.

## المناخ
يظهر الجدول التالي التغييرات المناخية على مدار السنة لساكو:
| البيانات المناخية لـساكو               | البيانات المناخية لـساكو | البيانات المناخية لـساكو | البيانات المناخية لـساكو | البيانات المناخية لـساكو | البيانات المناخية لـساكو | البيانات المناخية لـساكو | البيانات المناخية لـساكو | البيانات المناخية لـساكو | البيانات المناخية لـساكو | البيانات المناخية لـساكو | البيانات المناخية لـساكو | البيانات المناخية لـساكو | البيانات المناخية لـساكو |
| الشهر                                  | يناير                    | فبراير                   | مارس                     | أبريل                    | مايو                     | يونيو                    | يوليو                    | أغسطس                    | سبتمبر                   | أكتوبر                   | نوفمبر                   | ديسمبر                   | المعدل السنوي            |
| -------------------------------------- | ------------------------ | ------------------------ | ------------------------ | ------------------------ | ------------------------ | ------------------------ | ------------------------ | ------------------------ | ------------------------ | ------------------------ | ------------------------ | ------------------------ | ------------------------ |
| متوسط درجة الحرارة الكبرى °م (°ف)      | 4.2 (39.6)               | 5.1 (41.2)               | 9.4 (48.9)               | 16.7 (62.1)              | 21.6 (70.9)              | 24.6 (76.3)              | 28.4 (83.1)              | 29.7 (85.5)              | 24.6 (76.3)              | 18.5 (65.3)              | 13.0 (55.4)              | 7.4 (45.3)               | 16.9 (62.4)              |
| متوسط درجة الحرارة الصغرى °م (°ف)      | −7.5 (18.5)              | −6.8 (19.8)              | −2.9 (26.8)              | 2.6 (36.7)               | 8.4 (47.1)               | 13.8 (56.8)              | 17.9 (64.2)              | 18.8 (65.8)              | 14.7 (58.5)              | 7.3 (45.1)               | 0.6 (33.1)               | −4.7 (23.5)              | 5.2 (41.4)               |
| الهطول مم (إنش)                        | 24.1 (0.95)              | 31.6 (1.24)              | 54.4 (2.14)              | 59.0 (2.32)              | 87.8 (3.46)              | 125.1 (4.93)             | 140.4 (5.53)             | 111.0 (4.37)             | 165.0 (6.50)             | 99.5 (3.92)              | 41.9 (1.65)              | 21.1 (0.83)              | 960.9 (37.83)            |
| المصدر: وكالة الأرصاد الجوية اليابانية |                          |                          |                          |                          |                          |                          |                          |                          |                          |                          |                          |                          |                          |

## معرض صور

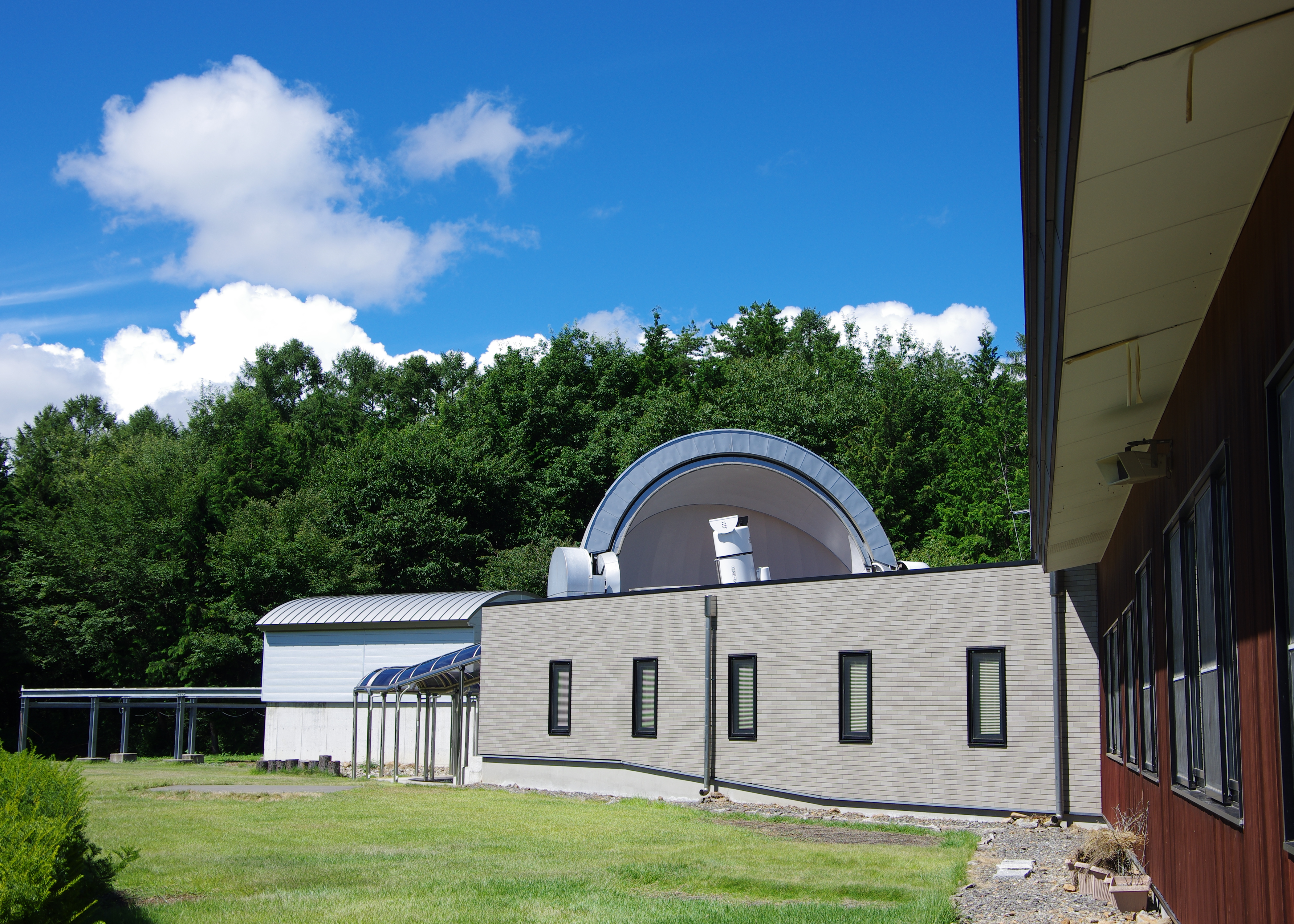
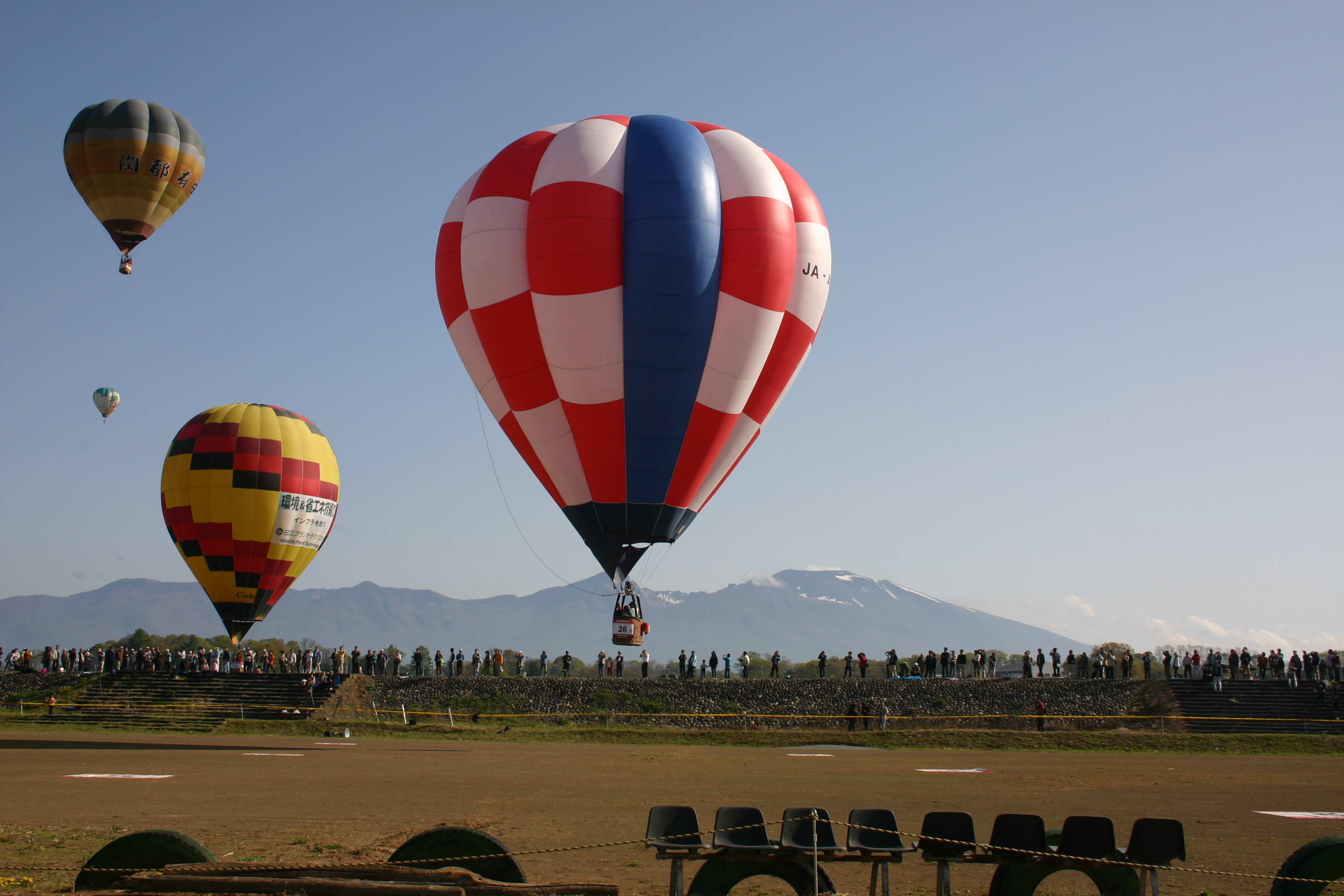
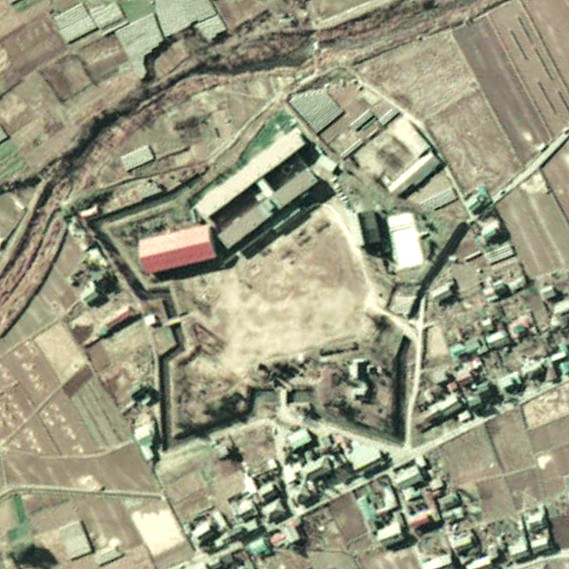

## توأمة
لساكو (ناغانو) اتفاقيات توأمة مع:
- أفالون

## أعلام
- شينجي تاكاهاشي
- يوسكي شيراي